# علاج طبيعي عصبي
العلاج الطبيعي العصبي (بالإنجليزية: Neurophysiotherapy أو Neurological Physiotherapy)‏ هو فرع من العلاج الطبيعي الذي يعالج القصور الحركي الناتج عن الأمراض العَصبية.